# 鬼吹灯之黄皮子坟
《鬼吹灯之黄皮子坟》由耀客传媒、第七印象、企鹅影业、万达影视等出品，是改编自天下霸唱所著同名小说《鬼吹灯之黄皮子坟》的网络剧，鬼吹燈網路劇系列之一。管虎担任导演，冯骥、徐速编剧，阮经天、徐璐、郝好、刘潮、李玉洁、尚铁龙、胡晓光等主演。于2016年10月正式开机，2017年1月杀青。於2017年7月21日在腾讯视频首播。

## 剧情
讲述出国在即的胡八一收拾行李时发现了一张照片，勾起了主角们二十年前当知青的回忆，讲述他们在六十年代插队时的一段历险的故事, 从大兴安岭到内蒙古的经历。

## 登场人物
| 演员   | 角色     | 介绍       | 登场集数 |
| 阮经天 | 胡八一   | 摸金校衛   |          |
| 徐璐   | 画眉     | 原创人物。 |          |
| 郝好   | 丁思甜   |            |          |
| 刘潮   | 王胖子   |            |          |
| 李玉洁 | 燕子     |            |          |
| 张继南 | 白狗     |            |          |
| 尚铁龙 | 敲山老汉 |            |          |
| 宋家騰 | 徐二黑   |            |          |
| 胡晓光 | 老羊皮   |            |          |